# Верхній Яловець
Ве́рхній Яловець — село у Селятинській сільській громаді Вижницького району Чернівецькій області України.
Станом на 2023 р. поселення вважається першим в Україні за абсолютною висотою (1320 м), де постійно проживають люди. Середня висота розташування населеного пункту становить 980 м над рівнем моря.

## Географія
На схід від села розташований перевал Джогіль.
У селі струмок Торниківський впадає у річку Яловичеру.

## Цікавий Факт
У селі знаходиться будинок пані Федори, який є найвищим житловим будинком в Україні.

## Галерея

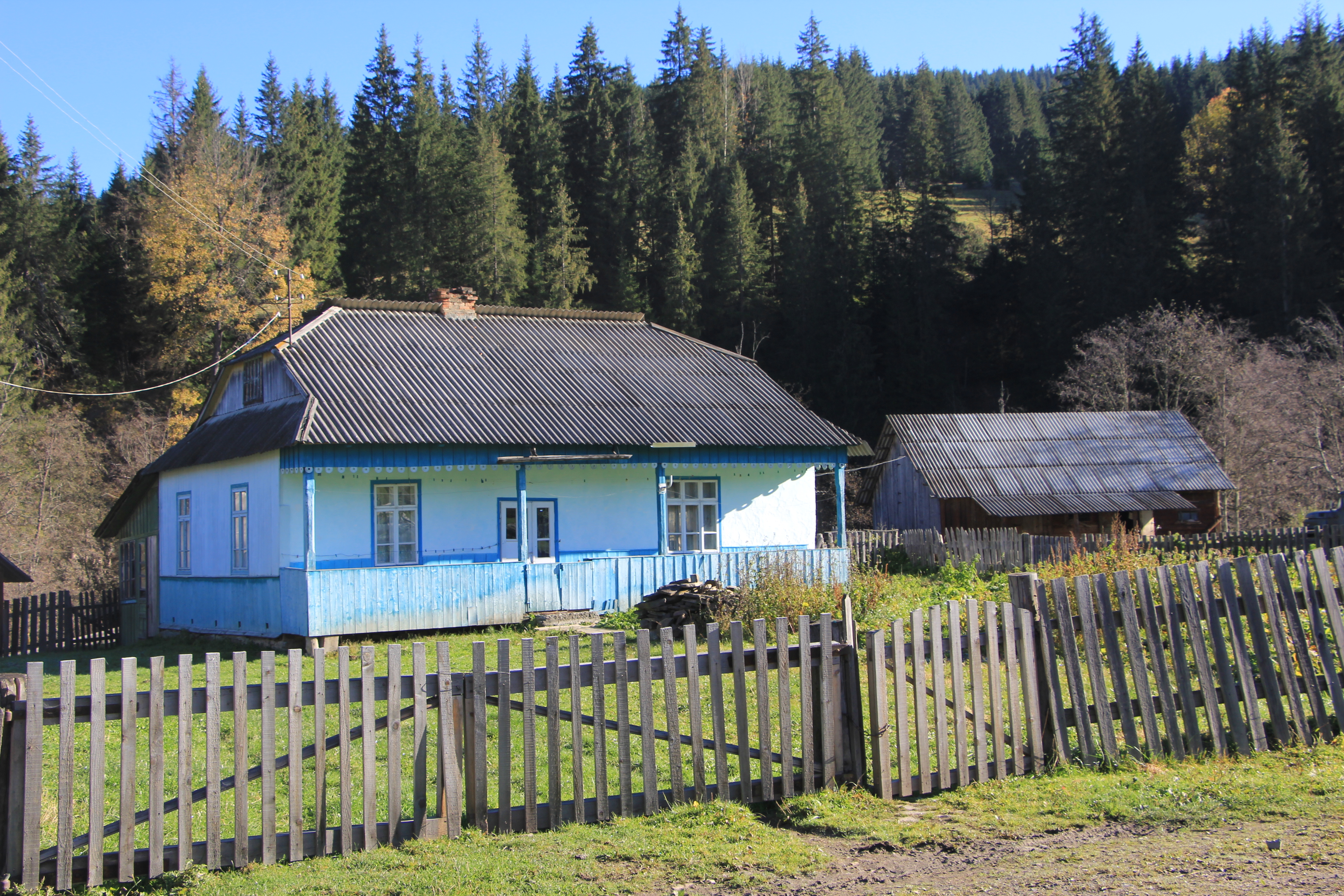
Стара дерев'яна хата
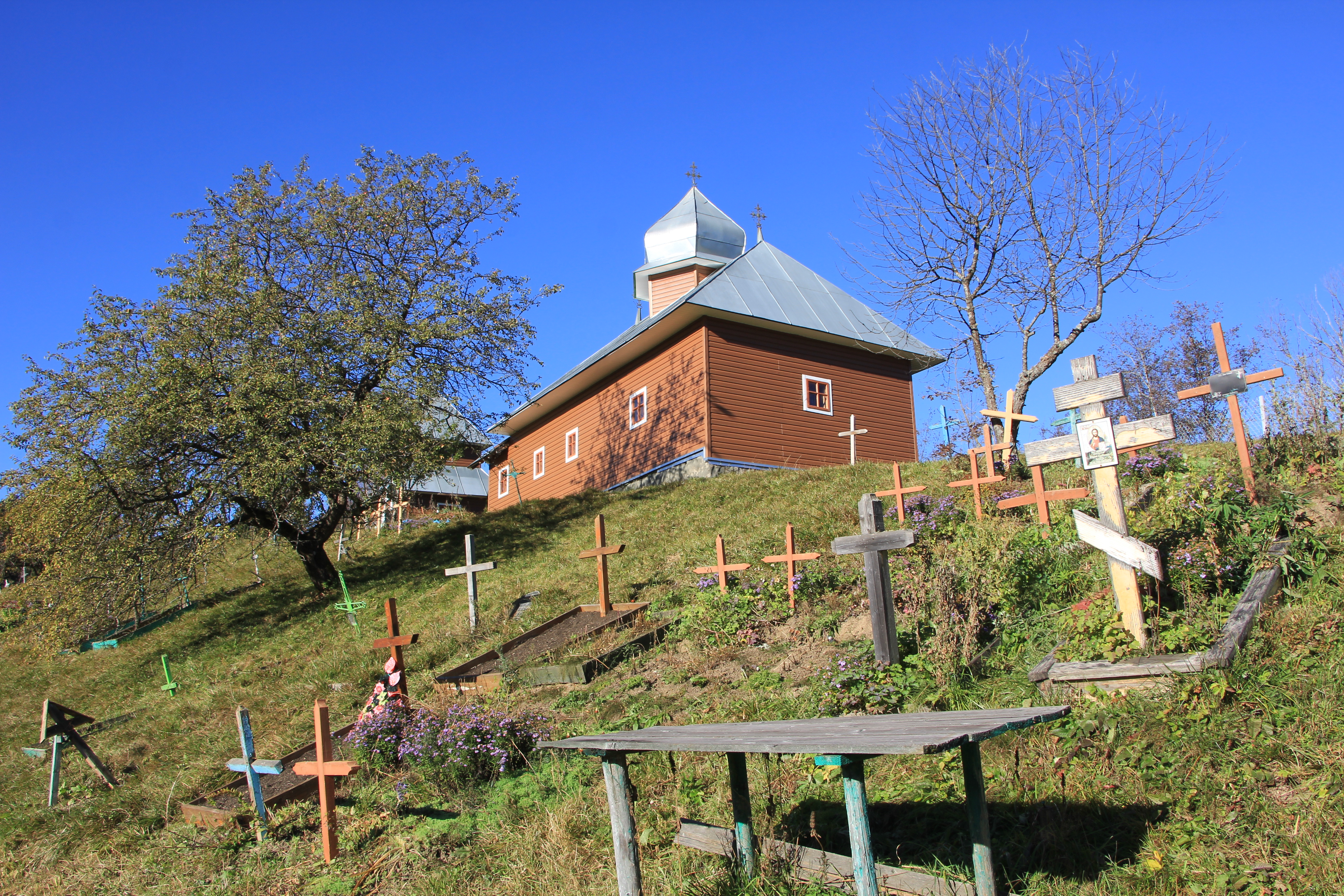
Дерев'яна церква Різдва Пр. Богородиці
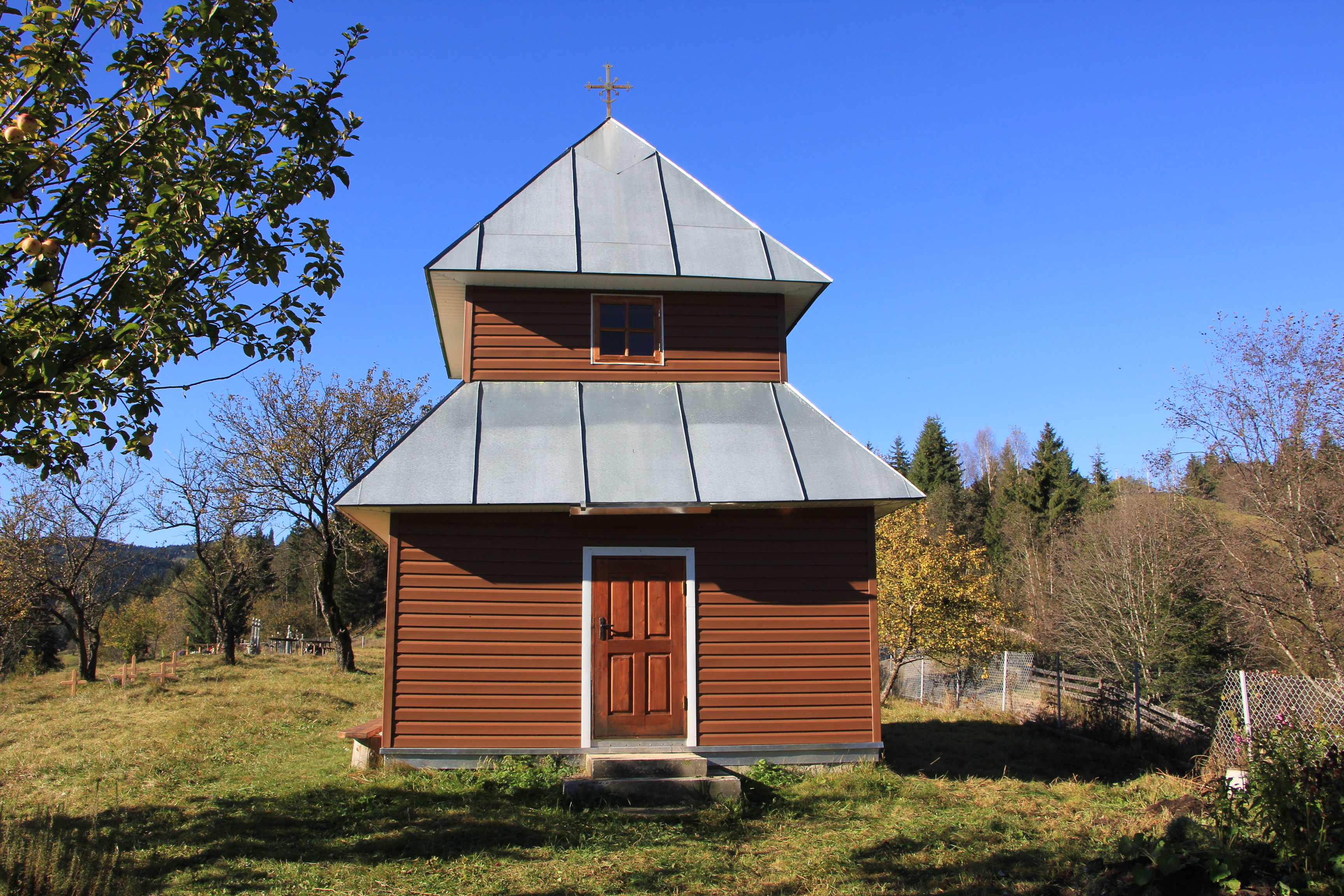
Дзвіниця
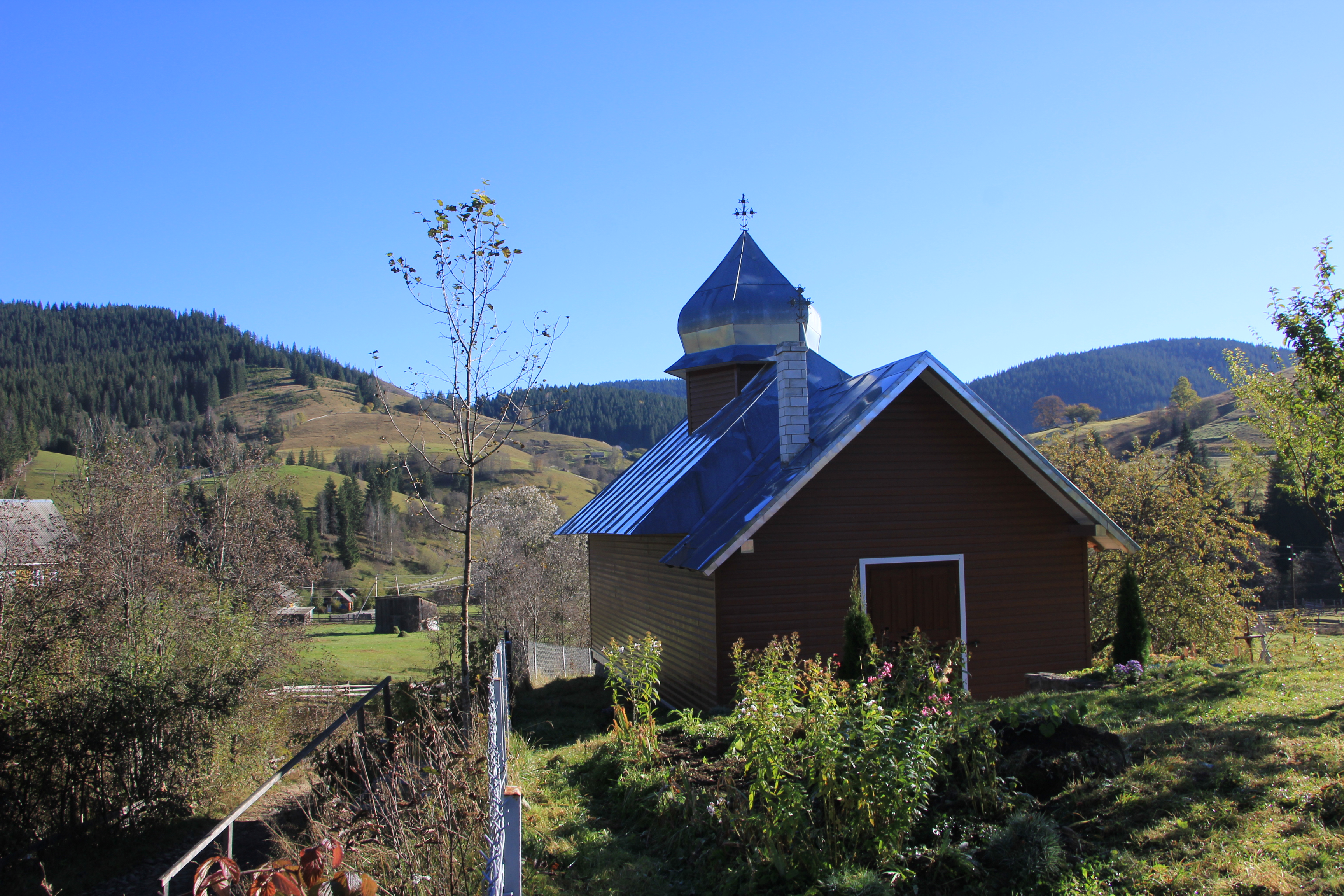
Дерев'яна церква Різдва Пр. Богородиці
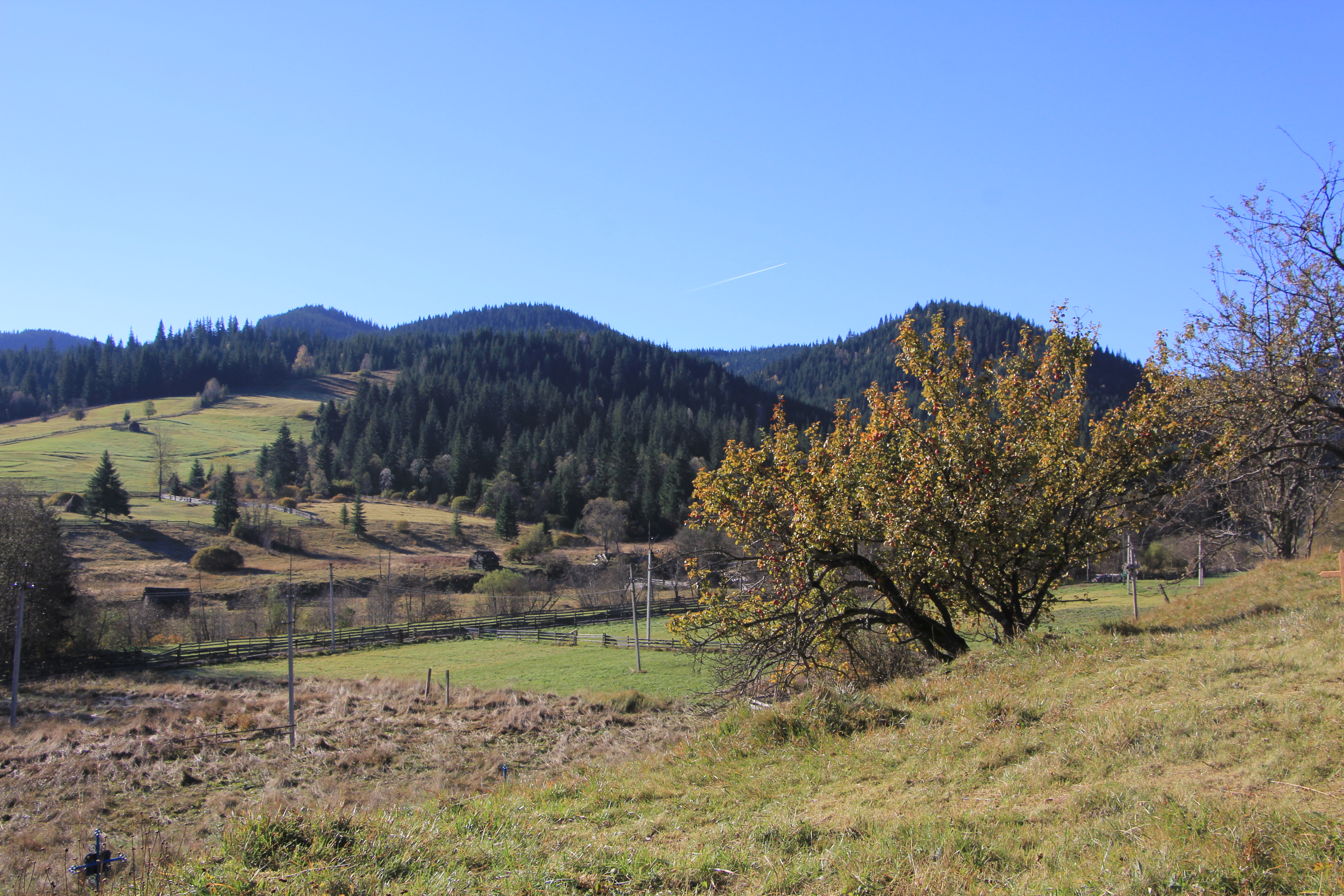
Дерев'яна церква Різдва Пр. Богородиці